# Ha zene szól
A Ha zene szól című dal a 2010-es, 10. VIVA Comet hivatalos himnusza. A jubileum alkalmából kérték fel Rakonczai Viktort, hogy írja meg ezt a dalt, amelyet olyan előadók énekeltek fel, akik már rendelkeznek minimum egy VIVA Comet-gömbbel. A dalt Rakonczai Viktoron kívül Major Eszter és Rácz Gergő írta, és a dalhoz készült videóklipet Galler András „Indián” rendezte. A Ha zene szól egyedülálló módon már megjelenése hetében elérte a VIVA TV hivatalos slágerlistájának, a VIVA Chartnak az első helyét. A dal előadói:
- Mark
- SP
- Lola
- Judy
- AFC Tomi
- Csipa
- Puskás Peti
- Szikora Róbert
- L.L. Junior
- Zsédenyi Adrienn
- Gáspár Laci
- Hien
- Barbee
- BNF Nick

## Slágerlistás helyezések
| Slágerlista                        | Legmagasabb helyezés |
| ---------------------------------- | -------------------- |
| VIVA Chart                         | 1                    |
| MAHASZ Rádiós Top40 játszási lista | 2                    |